# 청산중학교 청산동분교
청산중학교 청산동분교는 전라남도 완도군 청산면 청산로 541(양중리)에 있었던 중학교 분교이다.

## 연혁
- 일자미상 청산중학교 청산동분교 설립 인가
- 1991년 3월 1일 청산동분교장 개교
- 2009년 3월 1일 폐교 및 청산중학교 통폐합